# إيما لوكهارت
آيما لوكهارت (بالإنجليزية: Emma Lockhart)‏؛ (15 ديسمبر 1994 -)، ممثلة أمريكية. لها العديد من الأدوار الصغيرة في التليفزيون والسينما وعلى المسرح. من أشهر أدوارها قيامها بأداء شخصية راشيل داويس وهي صغيرة في الفيلم الضخم Batman Begins عام 2005، كما ظهرت في فيلم The Dark Is Rising عام 2007.
لوكهارت تقوم حاليا بتصوير فيلم Ace Ventura 3 وهو الفيلم القادم من سلسلة ايس فينتورا في فلوريدا.

## وصلات خارجية
- إيما لوكهارت على موقع IMDb (الإنجليزية)
- إيما لوكهارت على موقع أول موفي (الإنجليزية)
- إيما لوكهارت على موقع قاعدة بيانات الأفلام السويدية (السويدية)
- إيما لوكهارت على موقع قاعدة بيانات الفيلم (الإنجليزية)
- صفحتها على imdb